# Gustau VI Adolf de Suècia
Gustau VI Adolf de Suècia (Estocolm, 11 de novembre de 1882 - Helsingborg, 15 de setembre de 1973). Rei de Suècia de la dinastia Bernadotte des de l'any 1950 i fins a la seva mort. Descendents seus són el rei Carles XVI Gustau de Suècia, la reina Margarida II de Dinamarca i la reina Anna Maria de Grècia.

## Orígens familiars
Nascut al Palau Reial d'Estocolm l'11 de novembre de 1882, era fill del llavors príncep hereu i després rei Gustau V de Suècia i de la princesa Victòria de Baden. Els seus avis paterns eren el rei Oscar II de Suècia i la princesa Sofia de Nassau, i els materns el gran duc Frederic I de Baden i la princesa Lluïsa de Prússia. En el moment de néixer li fou atorgat el títol de duc de Skåne. El 1907, ran de l'ascensió al tron del seu pare, fou nomenat príncep hereu i duc de Västergötland.

## Núpcies i descendents
El 15 de juny de 1905 Gustau Adolf havia contret matrimoni amb la princesa Margarida del Regne Unit, filla del príncep Artur del Regne Unit i de la princesa Lluïsa Margarida de Prússia. La princesa Margarida era neta de la reina Victòria I del Regne Unit i besneta del rei Frederic Guillem III de Prússia. La parella s'establí a Estocolm i tingueren cinc fills:
- SAR el príncep Gustau Adolf de Suècia, nascut el 1906 a Estocolm i mort en un accident aeri l'any 1947. Es casà amb la princesa Sibil·la de Saxònia-Coburg Gotha l'any 1934 a Coburg.
- SAR el príncep Sigvard de Suècia, nascut el 1907 a Estocolm i mort el 2002 a la mateixa ciutat. Es casà morganàticament amb Erica Patzek, per la qual cosa perdé el seu títol de príncep i els seus drets al tron suec.
- SM la reina Íngrid de Suècia, nascuda el 1910 a Estocolm i morta el 2002 a Copenhaguen. Es casà amb el rei Frederic IX de Dinamarca l'any 1935.
- SAR el príncep Bertil de Suècia, nascut el 1912 a Estocolm i mort l'any 1997. El 1976 i ben gran, es casà morganàticament amb la seva companya de molts anys, la gal·lesa Lilian Davies. Esperà que el seu nebot el rei Carles XVI Gustau es casés i esperés un fill, cosa que eximia Bertil de l'herència de la corona.
- SAR el príncep Carles Joan de Suècia, nat el 1916 a Estocolm. Es casà morganàticament per la qual cosa perdé els títols i drets a la Corona. Casat en primeres núpcies amb Elin Kerstin Margaretha Wijkmark i en segons núpcies amb la comtessa Gunilla Wachtmeister af Johannishus.

Malauradament la seva esposa la princesa Margarida del Regne Unit morí l'any 1920 a Estocolm a conseqüència d'una infecció. Tres anys després, el príncep Gustau Adolf contragué segones noces amb lady Lluïsa Mountbatten, filla de la princesa Victòria de Hessen-Darmstadt i del príncep Lluís de Battenberg. La parella no tingué fills, per bé que hom especulà amb un avortament.

## Regnat
L'any 1950 el príncep Gustau Adolf va esdevenir rei de Suècia després de la mort del seu pare. Durant el seu regnat, Gustau Adolf treballà activament per la redacció d'una nova constitució que entrà en vigor l'any 1975, dos anys després de la seva mort, i que substituïa l'antiga datada el 1809, tot i que força esmenada. La nova constitució tingué importants efectes i contribuí en la modernització de Suècia tot adequant-la als nous temps i a les noves necessitats. Entre els efectes que produí, cal destacar la restricció legal del paper del sobirà a una figura merament simbòlica i representativa, semblant al que ja tenien els reis de Dinamarca i de Noruega.
Les qualitats personals de Gustau VI Adolf el convertiren en un rei extremadament popular i, per tant, el nombre d'adeptes a la causa monàrquica s'incrementà moltíssim. Mostrà interessos en diferents camps, com ara l'arquitectura o la botànica, en els quals aconseguir un important prestigi.
Gustau Adolf també prengué part en nombroses expedicions arqueològiques a la Xina i Grècia, i el 1958 fou admès a l'Acadèmia Britànica pels seus treballs de botànica. Fundà l'Institut Suec a Roma.
Morí a l'edat de 90 anys després d'una malaltia pulmonar que agreujà la seva salut ja precària. El seu enterrament significà un trencament amb la tradició, ja que fou sepultat a la capella de Haga Slott, el palauet on vivia a la localitat de Solna, en comptes de la basílica Riddarholmskyrkan, que és el lloc tradicional de sepultura dels reis suecs.